# 한위노국왕인

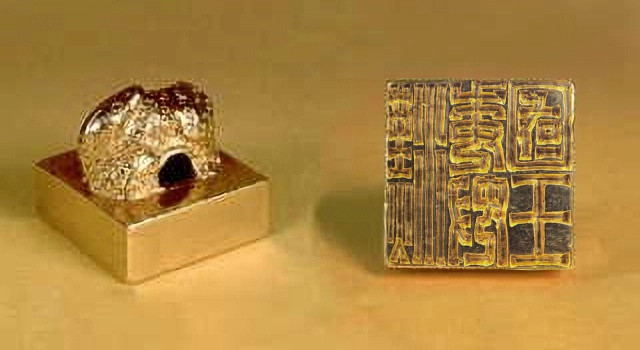

한위노국왕인(일본어: 漢委奴國王印 칸노와노나노쿠니오우인[*])은 일본 시카노섬에서 출토된 순금제 왕인(王印)이다. "위(委)"는 "왜(倭)"의 사람인변 생략 내지는 오기라고 여겨지지만 이설들도 있다. 1931년(쇼와 6년) 12월 14일 국보보존법에 따라 (구)국보로 지정되었고, 1954년(쇼와 29년) 3월 20일 문화재보호법에 근거하여 국보로 지정되었다.
에도시대 텐메이 연간에(텐메이 4년 음력 2월 23일 = 서기력 1784년 양력 4월 14일이라는 설이 있다) 논을 경작하던 도중 진베이(일본어: 甚兵衛)라는 이름의 백성이 우연히 발견했다. 또는 발견자는 슈지 키헤이(秀治 喜平)라는 백성이고 진베이는 나카군봉행에게 제출한 인물이라는 설도 있다. 커다란 바위 아래에 돌 세 개가 마치 상자처럼 금인을 감싸는 형태로 배치되어 있었다. 즉 이 금인은 단순히 묻혀 있던 것이 아니라 누군가가 숨겨 놓은 것이다. 군봉행을 통해 후쿠오카번으로 건너갔다가, 유학자 카메이 난메이가 『후한서』에 나오는 왜노국 국왕이 후한 광무제에게 받은 금인이 이것이라고 동정하고 『금인변』(金印弁)이라는 감정서를 저술했다.